# Ванченко-Писанецький Костянтин Іполитович
Ванченко-Писанецький Костянтин Іполитович (1863, Чуднів, Житомирської області, Україна — 18 липня 1928, Ташкент, Узбекистан) — український актор, антрепренер, драматург.

## Життєпис

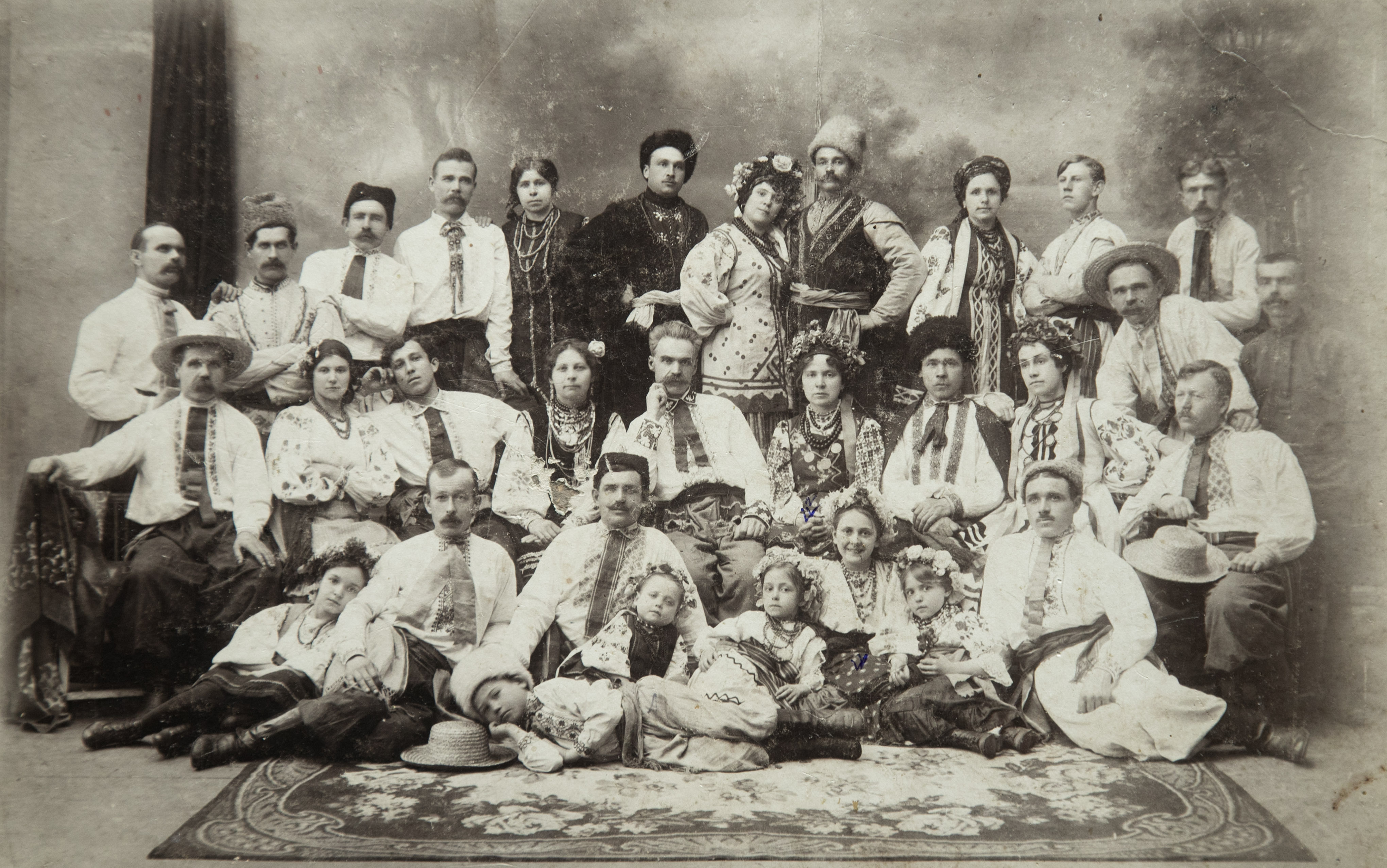
Театральна трупа К.І. Ванченка-Писанецького в українських національних костюмах

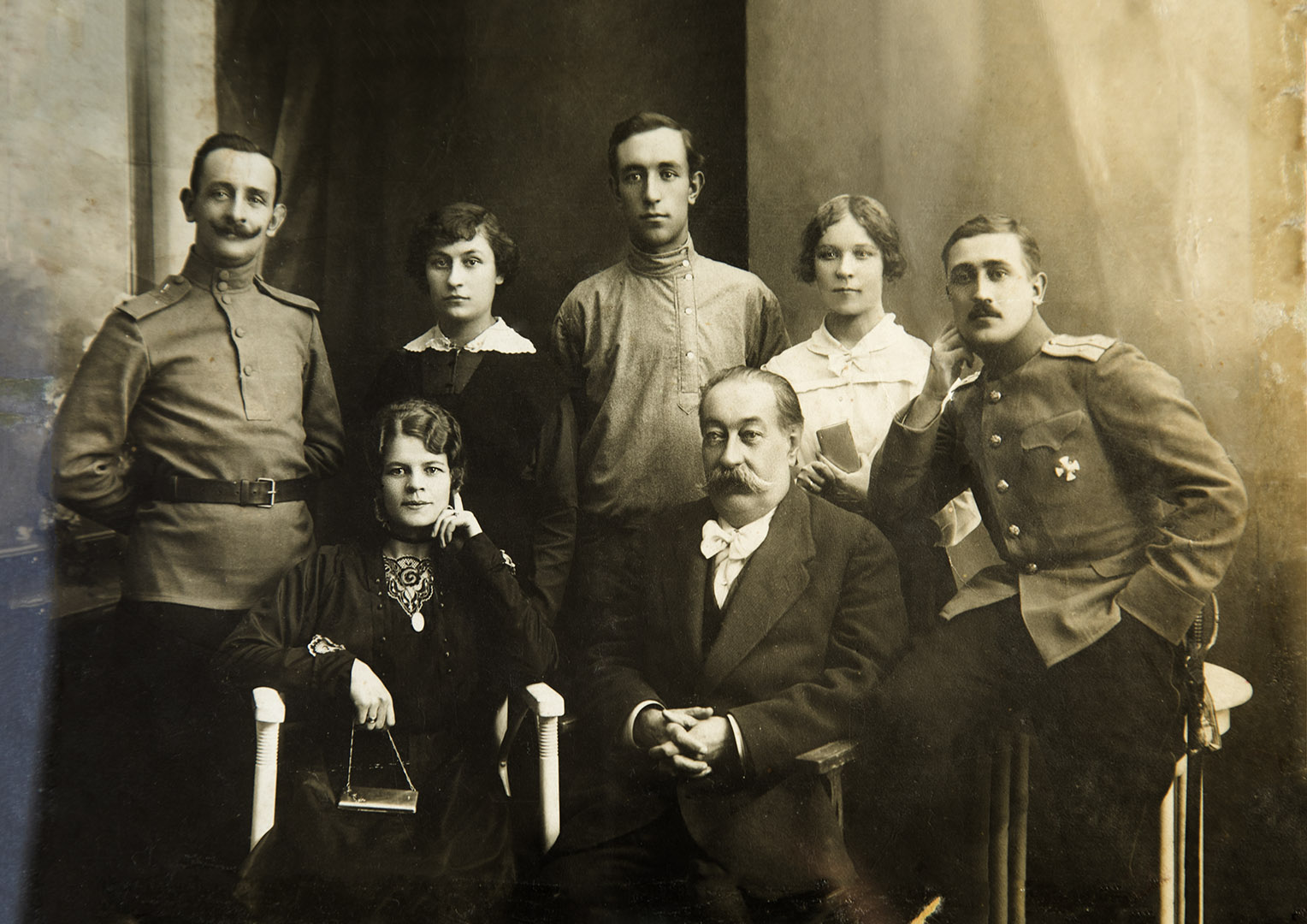
К. І. Ванченко-Писанецький (сидить в центрі) зі своєю родиною. Ймовірно 1910 рік

Народився 1863 року у с. Чудніві Житомирської області (тоді Київська губернія).  Закін. Житомир. г-зію. Був сільс. учителем на Волині. Творчу діяльність почав 1880 у рос. драм. трупі П. Надімова у Житомирі. Від 1881 – у Києві: актор рос. трупи Н. Н. Савіна, згодом актор укр. мандрів. труп М. Старицького (1883–92), В. Грицая (1892), О. Суслова і О. Суходольського (1895), П. Мирова-Бедюха (1895–98), Г. Деркача (1898–1900), Ф. Левицького (1906). У 1892 організував власну трупу, з якою гастролював в Україні, Росії, Польщі, на Кавказі (прибл. до 1902). 1906–12 (з перервами) очолював власні трупи, які діяли зі змін. складом акторів на засадах т-в. Виступали у містах Поволжя, від 1909 – у Туркестані. У репертуарі цих труп: «Наталка Полтавка» І. Котляревського, «Назар Стодоля» Т. Шевченка, «Запорожець за Дунаєм» С. Гулака-Артемовського, «Сорочинський ярмарок» М. Старицького, «Сім’я каторжника» (за П. Джакометті), «Мазепа» О. Віламової (за Ю. Словацьким), п’єси та автор. переробки В.-П. – драма з нар. життя «Мурло», «Цигани на Подолі», «Мужичка» (за п’єсою О. Островського «Світить, та не гріє»), «Запорозький клад», «Тарас Бульба під Дубном» (за М. Гоголем) (передрукована у кн. «Український театр», 1914), «Цигани на Поділлі» (за повістю Ю. Крашевського «Хата за селом»), «Відьма» (за повістю Е. Ожешко «Дзюрдзя»). У сезоні 1910–11 В.-П. очолював невелику трупу Театру мініатюр (у репертуарі – одноакт. п’єси, оперетки і жартівливі сценки). Практикував неділ. шевченків. вистави з дешевими вхід. квитками.
Драми «Війна» (1907), «Сатаноідол»/«У трущобах города» (1910), «Рудоплави»/«В диму заводу» (1910) заборонені цензурою через критику соц. устрою Рос. імперії. Автор «Спогадів українського лицедія» («Червоний шлях», 1928, № 7–11).
Весь його архів зберігаються у ДМТМК УРСР (Київ).
Помер 18 липня 1928 року у місті Ташкент, Узбекистан.

## Театральна діяльність
Виступав у театрах М. Старицького, В. Грицая, Г. Деркача, Ф. Левицького.
Ролі: Циган, Винник («Сорочинський ярмарок», «Майська ніч» М. Старицького), Кабиця («Чорноморці» М. Старицького за Я. Кухаренком), Карась («Запорожець за Дунаєм» С. Гулака-Артемовського), Вакула («Гаркуша» О. Стороженка).